# Богословский, Семён Петрович
Семён Петрович Богословский — разведчик 92-й отдельной гвардейской разведывательной роты (90-я гвардейская стрелковая дивизия, 43-я армия, 1-й Прибалтийский фронт), гвардии рядовой.

## Биография
Родился в крестьянской семье в селе Матвеевка Оренбургской губернии (в настоящее время в Матвеевском районе Оренбургской области). Окончил 4 класса школы, работал трактористом в колхозе.
1 января 1942 года был призван Матвеевским райвоенкоматом в ряды РККА. Прошёл обучение в артиллерийском полку и в ноябре 1942 года направлен на фронт.
В ночь с 10 на 11 июня 1944 года с другими бойцами разведывательной роты форсировал реку Мемель для создания плацдарма на другом берегу. Уничтожил гранатами пулемётную точку противника и продолжал вести бой огнём из автомата. Приказом по дивизии от 28 августа 1944 года он был награждён медалью «За отвагу».
5 августа 1944 года в районе литовского посёлка Ликенай, действуя в составе группы разведчиков, при захвате 3-х солдат противника в качестве контрольных пленных, огнём из автомата поразил нескольких солдат и способствовал захвату пленных и отходу группы. 30 августа 1944 года приказом по дивизии он был награждён орденом Славы 3-й степени.
В ночь с 22 на 23 декабря 1944 года в районе населённого пункта Яунземай в Латвии при разведке позиций противника, группа подверглась атаке со стороны превосходящих сил противника. В ночном бою группой, которой командовал красноармеец С. Богословский, огнём из автоматов и гранатами уничтожено до 20 солдат противника. Противник был отброшен, а Богословский лично захватил в плен одного солдата и троих уничтожил. 6 июня 1945 года он был награждён приказом по армии орденом Красной Звезды.
22 сентября 1944 года, выполняя приказ командования взять одну из сопок в районе узла стратегических дорог, прошёл с группой разведчиков по болотистой местности и через лесной массив в тыл противника и внезапно напал на него. Первым ворвался в траншею: огнём из автомата уничтожил 3-х солдат противника, гранатой уничтожил пулемётную точку. Приказом по армии 22 сентября 1944 года он был награждён орденом Славы 2-й степени.
9 октября 1944 года разведчик С. Богословский, действуя в составе группы, близ населённого пункта Лецкава обнаружил превосходящие силы противника в составе, 6 бронетранспортёров и до роты солдат противника. Противник пытался проникнуть в район Рузгая с намерением, взорвать железную дорогу, мосты и склады с боеприпасами. На опушке леса отделение внезапно напало на солдат противника, уничтожив до взвода и разогнав оставшихся. Гранатами подорвал БТР, уничтожил 4-х солдат противника, захватил штабные документы. Доставленные штабные документы показали положение противника перед фронтом дивизии. Приказом по армии от 12 ноября 1944 года повторно награждён орденом Славы 2 степени.
Указом Президиума Верховного Совета СССР от 27 февраля 1958 года был перенаграждён орденом Славы 1-й степени.
В 1985 году в порядке массового награждения участников Великой Отечественной войны был награждён орденом Отечественной войны 1-й степени.
В октябре 1945 года демобилизовался, вернулся на родину. Работал в колхозе трактористом. В 1965 году в звании младшего лейтенанта отправлен в отставку.
Скончался 8 февраля 1994 года.

## Память
- Его имя высечено на памятнике героям Великой Отечественной войны на Аллее Славы села Матвеевка.